# Australian National Kennel Council
El objetivo fundacional del  Consejo Nacional Australiano de Razas de Perros es la promoción de la pureza en la crianza de las distintas razas de perros, así como de su selección, pruebas de obediencia y otros aspectos relacionados con el mundo del perro en Australia, como puede ser la propiedad responsable de los perros por parte de sus dueños o la sensibilización a la clase política para que tenga en cuenta todo ello en sus proyectos legislativos e iniciativas.